# Papás por conveniencia
Papás por conveniencia ist eine mexikanische Telenovela, produziert von Rosy Ocampo für TelevisaUnivision, mit Ariadne Díaz und José Ron in den Hauptrollen. Es wird seit dem 21. Oktober 2024 auf dem Fernsehsender Las Estrellas ausgestrahlt.

## Handlung
Tino Guevara macht schwierige Zeiten durch, kämpft mit Arbeitslosigkeit, wachsenden Schulden und der Vollzeitverantwortung für seine Mutter und zwei Kinder. Er trifft Guzmán Muriel, den mittlerweile erfolgreichen Geschäftsführer von Aidé Mosqueda, Eigentümer eines wichtigen Online-Vertriebsunternehmens. Beide sind ehemalige Highschool-Klassenkameraden von Tino. Tino wird zu einem Klassentreffen eingeladen, und um sich nicht von den Leistungen seiner ehemaligen Klassenkameraden in den Schatten gestellt zu fühlen, überzeugt er sie, dass er alle Kriterien für einen erfolgreichen Erwachsenen erfüllt.
Die größte Überraschung kommt jedoch, als Aidé, der ehemals schüchterne Streber, der gemobbt wurde, enthüllt, dass Tino der Vater ihrer rebellischen Zwillinge im Teenageralter ist, das Ergebnis der Nacht, die sie nach der Abschlussfeier zusammen verbracht haben. Trotz seines Unglaubens sieht Tino dies als Gelegenheit, seine finanziellen Probleme zu Hause zu lösen, und übernimmt die neue elterliche Verantwortung, indem er in Aidés Firma arbeitet. Als Tino und seine Familie bei Aidé einziehen, um sich in ihr neues Leben zu integrieren, wird der Haushalt zu einem Schlachtfeld, da die Kinder Anpassungsschwierigkeiten haben. Und zu allem Überfluss entwickelt sich zwischen Tino und Aidé, die sich zunächst nur bereit erklärt haben, als Co-Eltern zu fungieren, eine leidenschaftliche Romanze.
Dank desselben Klassentreffens arbeiten auch Freunde, die eine gemeinsame Vergangenheit mit Tino und Aidé haben, in ihrer Firma. Es sind Clara Luz, eine talentierte Musikerin, die als Sicherheitskraft bei Konzerten arbeitet, Rudolf, ein ehemaliger Kinderstar, der jetzt seinen einzigen Hit in einer Bar singt, und Chano und Lichita, Highschool-Lieblinge, die in der Highschool schwanger wurden und jetzt drei Kinder haben. Trotz ihrer täglichen Streitereien wollen sie die Ziele erreichen, die bei der Geburt ihres ersten Kindes auf der Strecke blieben.
Gerade als Tino wieder Tritt fasst, tauchen zwei Hindernisse auf: Facundo, Aidés Ex-Mann, der versucht, das luxuriöse Leben wiederaufzunehmen, das er nach der Scheidung verloren hat, und Guzmán selbst, der hinter einer freundlichen Fassade plant, Aidé zu betrügen. Tino kommt hinter Guzmáns Absichten, gerät jedoch in eine Erpressungsfalle, als Guzmán droht, Aidé die Wahrheit über Tinos Leben zu verraten. Tino steht vor der Wahl, entweder zu schweigen und Guzmán seine Pläne weiter verfolgen zu lassen oder die Wahrheit zu verraten, aber damit seine neu formierte Familie zu gefährden.

## Besetzung
| Schauspieler         | Rolle                              |
| -------------------- | ---------------------------------- |
| Ariadne Díaz         | Aidé Mosqueda                      |
| José Ron             | Tino Guevara                       |
| Ferdinando Valencia  | Guzmán Muriel                      |
| África Zavala        | Federica                           |
| Daniela Luján        | Clara Luz Monroy                   |
| Martín Ricca         | Rudolf                             |
| María Chacón         | Alicia „Lichita“ Chagoyan          |
| Miguel Martínez      | Chano Chamorro                     |
| Horacio Pancheri     | Dámaso Rivera                      |
| Lambda García        | Facundo                            |
| Sherlyn González     | Silvana del Valle                  |
| Imanol Landeta       | Felipe                             |
| Leticia Perdigón     | Bertha                             |
| Ernesto Laguardia    | Jason                              |
| Cecilia Gabriela     | Pura                               |
| Adriana Fonseca      | Paulina                            |
| María Perroni Garza  | Sofía „Chofis“ Chamorro Chagoyán   |
| Joaquín Bondoni      | Sergio „Checo“ Chamorro Chagoyán   |
| Jonathan Becerra     | El Calacas                         |
| Victoria Viera       | Circe                              |
| Emilio Beltrán       | Ulises                             |
| Camila Núñez         | Scarlet                            |
| Tania Nicole         | Lila                               |
| Juan Pablo Velasco   | Emiliano                           |
| Constantino Alonso   | Pipe                               |
| Mateo Saavedra       | Jesús „Chuchito“ Chamorro Chagoyán |
| Sandra Sánchez Cantú |                                    |
| Lalo Zayas           | Augusto                            |
| José Remis           | Igor                               |
| Simone Mateos        |                                    |
| Ximena Tello         |                                    |
| Natalia Álvarez      |                                    |
| Iván Caraza          |                                    |
| Lukas Urkijo         |                                    |